# Tømmerneset

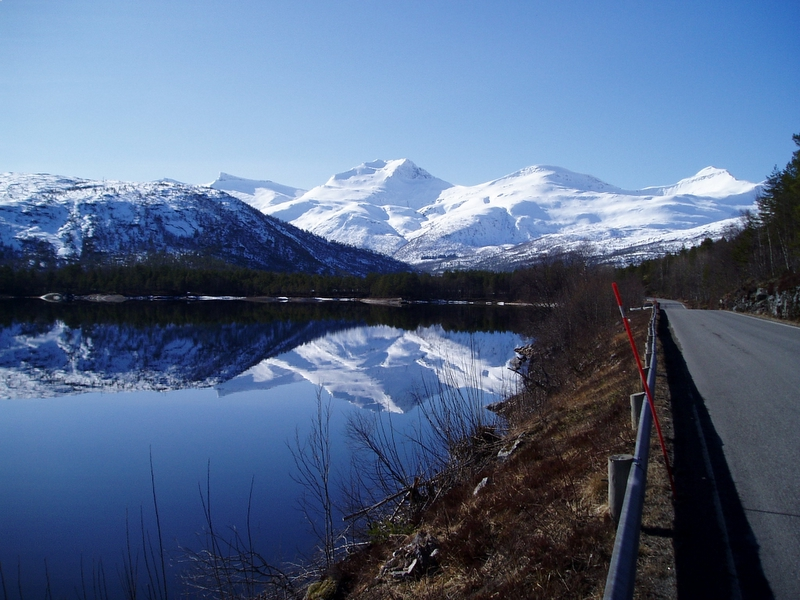
Blick von der E6 bei Tømmerneset

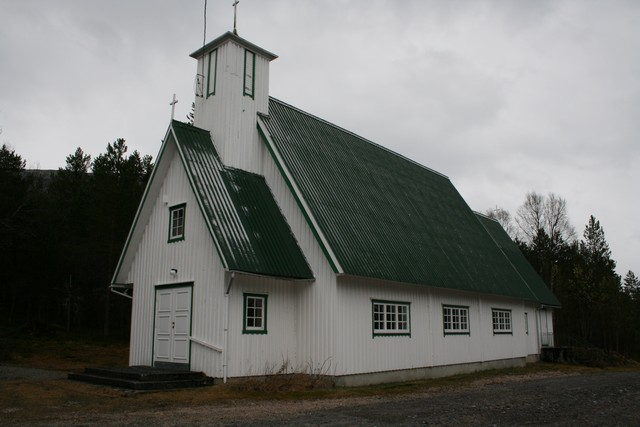
Die Kirche von Tømmerneset

Tømmerneset ist ein Dorf in der Kommune Hamarøy in der Region Salten in der norwegischen Provinz Nordland.

## Der Ort
Der Ort liegt 51 m über dem Meer an der Ostküste des Sees Rotvatnet (auch Nervatnet oder lulesamisch Ruohcajávri genannt) und an der Abzweigung der Straße N835 (Riksvei 835) mit dem 8 m langen Steigentunnel von der E6, ungefähr 50 km südlich des kommunalen Verwaltungszentrums Oppeid. Die Postadresse ist 8260 Innhavet.
In Tømmerneset befindet sich am Ostufer des Rotvatnet die 1952 erbaute weiße Holzkirche von Tømmernes (Tømmernes kirke); sie dient dem Südteil der Gemeinde Hamarøy und hat Platz für 110 Personen.

## Geschichte
Im Zweiten Weltkrieg betrieb die Einsatzgruppe Wiking der Organisation Todt der deutschen Besatzungsmacht in Tømmerneset eine Niederlassung mit einem Zwangsarbeitslager, von dem aus sowjetische und serbische Kriegsgefangene beim Bau der Polarbahn (Abschnitt Fauske–Tysfjord) eingesetzt wurden. Die meisten dieser Gefangenen kamen bei der Versenkung des Gefangenentransporters Rigel durch britische Flugzeuge am 27. November 1944 ums Leben.